# 秃发文支
秃发文支（?—?），南凉宗室，河西鲜卑秃发思复鞬的兒子，是南凉国王秃发乌孤、秃发利鹿孤、秃发傉檀的兄弟。
401年，秃发利鹿孤派张松侯秃发俱延，兴城侯秃发文支，领一万骑兵袭击沮渠蒙逊，抓获了沮渠蒙逊的堂弟沮渠鄯善苟子，并虏掠了北凉百姓六千多户。沮渠蒙逊拍堂叔沮渠孔遮到南凉朝见秃发利鹿孤，秃发利鹿孤这才召秃发俱延收兵回来。秃发文支是秃发利鹿孤的弟弟。406年八月，秃发傉檀命兴城侯秃发文支镇守姑臧，自己回到乐都。秃发傉檀虽然接受后秦的爵位任命，但他所使用的车辇、服装、礼仪等，都与帝王的一样。413年，沮渠蒙逊进军围困秃发傉檀的都城乐都，二十天没有攻破。南凉湟河郡太守秃发文支献出湟河郡，向沮渠蒙逊投降。沮渠蒙逊任命秃发文支为广武郡太守。